# Koblingssvampe
Koblingssvampene (Zygomycota) er en række blandt svampene. Navnet kommer af det organ (zygosporangium), hvor der dannes nogle modstandsdygtige sporer efter en kønnet formering. Man kender for tiden (2012) ca. 1.060 arter, som mest er landlevende i jord eller på dødt organisk materiale. Enkelte er snyltere på planter, insekter og smådyr, mens andre danner mycorrhiza med planter.

## Klasser og ordener
De nukendte ca. 1.060 arter er opdelt i to klasser, der igen er inddelt i 12 ordener og talrige familier:
- Zygomycetes er den største af de to klasser, der omfatter 8 ordener
  - Basidiobolales
  - Dimargaritales
  - Endogonales
  - Insektskimmel-ordenen (Entomophthorales)
  - Kickxellales
  - Mortierellales
  - Mug-ordenen (Mucorales)
  - Zoopagales

- Trichomycetes lever næsten alle i symbiose med værtorganismen, men i sjældnere tilfælde også som snylter i indvoldene:
  - Harpellales
  - Asellariales
  - Eccrinales
  - Amoebidiales

## Formering
Løbenål (Rhizopus stolonifer) tilhører mugordenen, og dermed er den et eksempel på en koblingssvamp. Den spreder sig hen over ydersiden af brød og andre fødevarer, mens den sender hyfer indad for at optage næringsstoffer. I sin kønnede fase udvikler den opsvulmede, sorte sporangier, som sidder i spidsen af oprette hyfer, hvor de udvikler hundredvis af haploide sporer hver især.
Den ukønnede formering er dog den mest almindelige formeringsmåde, og kønnet formering hos f.eks. Løbenål opstår – som hos andre koblingssvempe – når haploide hyfer fra individer af forskellige kønstyper kommer i nærheden af hinanden. Efter at der er skabt direkte kontakt, opstår der sammesmeltning af celleindhold (cytoplasma), der dannes der kønsorganer (gametangier), og straks efter foregår der ammensmeltning af cellekernerne (karyogami). De nydannede, sammensmeltede celler er nu diploide, og de sporer, der dannes ud fra dem er oftest tykvæggede og yderst modstandsdygtige over for barske miljøforhold, mens de til gengæld er inaktive. Når forholdene mildnes ( dvs. i varme og fugt), er de dog i stand til at spire og danne et sporebærende mycelium. Her foregår der celledelinger, sådan at de nydannede sporer og senere hyfer er haploide.
Visse koblingssvampe spreder deres sporer meget mere præcist end ved bare at lade dem flyde af sted på luftstrømmene uden mål og med. Boldkasteren (Pilobolus) er en svamp, der vokser på planteædernes ekskrementer, og den bøjer sine sporehuse hen mod lyset ved hjælp af et lysfølsomt farvestof (betakaroten). I den stilling affyrer den sine sporer med et eksplosivt sprøjt af cytoplasma. Sporerne kan nå så langt bort som 2 m, og på den måde bliver de anbragt langt borte fra dyrenes ekskrementer, forhåbentligt på nogle plantedele, som en dag bliver ædt af et dyr, sådan at svampen havner på møg, der ligger et helt andet sted. De insektædende koblingssvampe (Entomophthorales) har metoder til tvangsmæssigt at anbringe deres sporer på bevægelige insekter.

## Fylogenetisk placering
Koblingssvampene bliver oftest anbragt nær ved svampenes fylogenetisk træ, fordi man anser dem for at være udviklet efter rækken Chytridiomycota. Ved undersøgelse af arternes DNA er det afsløret, at de danner en polyfyletisk gruppe, som kan opsplittes i flere nye rækker.
Ordenen Glomales blev slettet i 2001 og i stedet gjort til en afdeling, Glomeromycota, da de ikke danner koblingssporer og mangler fælles DNA-træk, mens de på den anden side danner mycorrhiza.

## Eksterne links
- Tree of Life Project: Zygomycota Arkiveret 16. oktober 2012 hos  Wayback Machine
- Zygomycetes.org
- Liste over alle kendte arter af koblingssvempe fra P.M. Kirks database i Catalogue of Life, 2008 Arkiveret 4. april 2009 hos  Wayback Machine